# Metryka Litewska

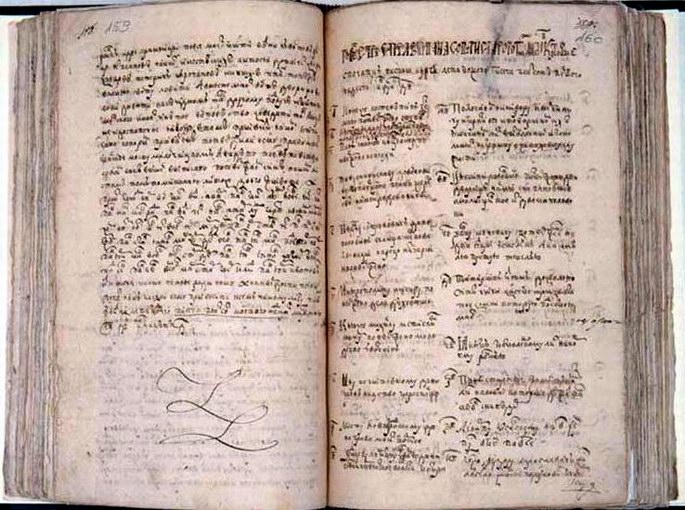
Wpisy w Liber Inscriptionum Metryki Litewskiej 1511-1518, pochodzące z kancelarii Mikołaja Radziwiłła, zapisane po rusku

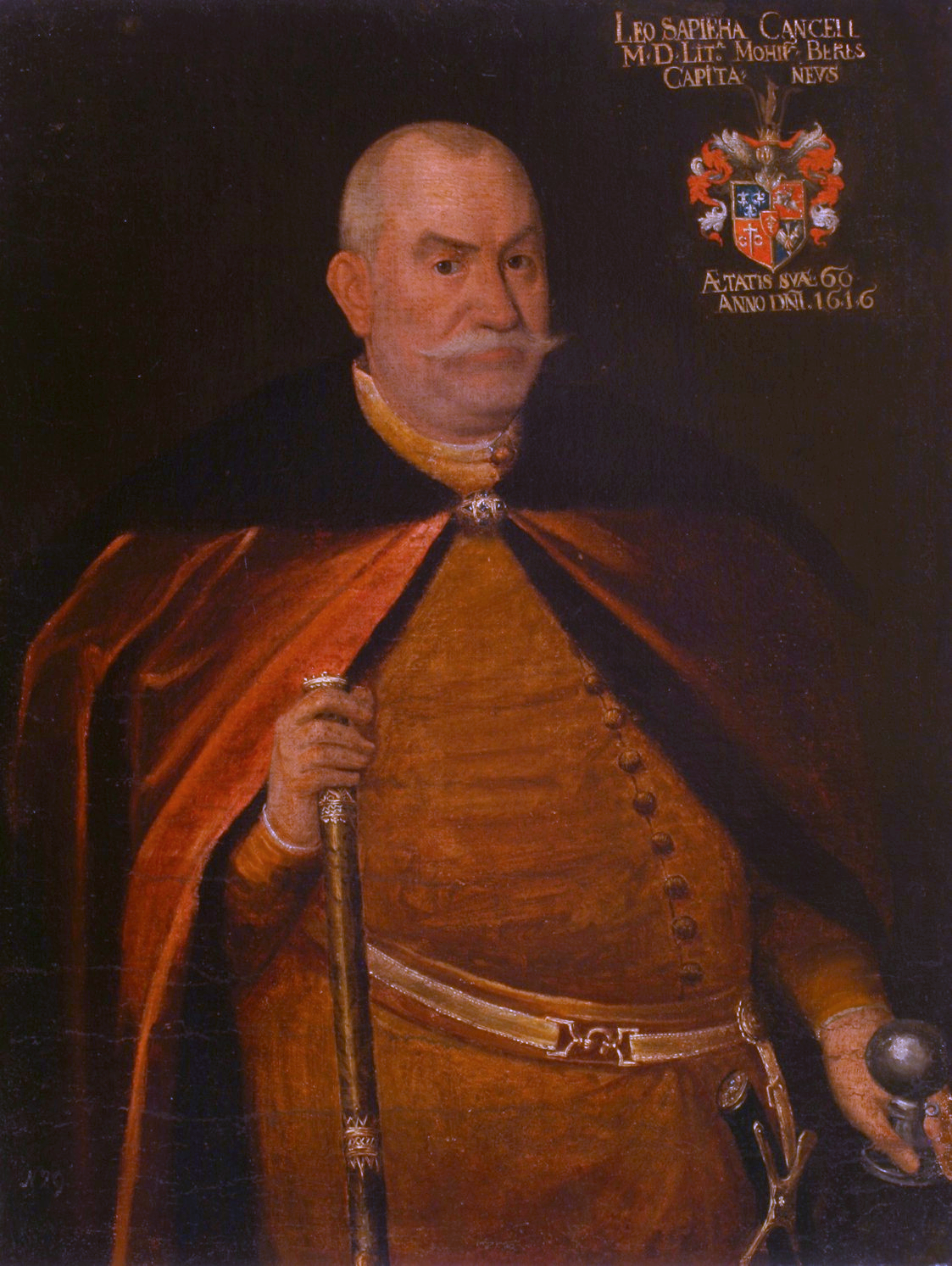
Lew Sapieha, Kanclerz wielki litewski. Z jego inicjatywy zreorganizowano metrykę.

Metryka Litewska; zbiór odpisów wszystkich dokumentów, wychodzących z kancelarii wielkoksiążęcej oraz dokumentów sejmowych.

## Zawartość
Metryka zawierała także niektóre ważne dokumenty obce, jak tłumaczenia jarłyków Chanów Krymskich, kopie dyplomatycznych dokumentów moskiewskich; dokumenty archiwalne, jak rejestry akt, spisy. Liczba rodzajów dokumentów włączonych do metryki wzrosła na przełomie wieków XV i XVI. Kolejne rozszerzenie kategorii wpisywanych dokumentów o korespondencję dyplomatyczną, przywileje, wyroki, dekrety prawne a nawet pewną korespondencję prywatną otrzymywaną przez ważnych urzędników nastąpiło w wiekach XVII i XVIII. Metrykę utrzymywano bezterminowo, jako najważniejszą część archiwum wielkoksiążęcego.
Wpisy w Metryce Litewskiej były dokonywane w języku ruskim i po łacinie, a od końca XVII wieku po polsku i po łacinie.
W skład Metryki Litewskiej wchodzą następujące zespoły ksiąg:
- Księgi wpisów – znajdowały się w niej różnorodne dokumenty, takie jak przywileje, akta sądowe, skarbowe i dyplomatyczne, dokumenty związane z dworzanami. W przeciwieństwie do Metryki Koronnej do Metryki Litewskiej włączano też często mandaty królewskie. Dla niektórych okresów księga zawiera również zeznania prywatne[1].
- Księgi poselstw – zespół zapoczątkowany najprawdopodobniej na początku XVI wieku, na skutek wyłączenia dokumentów dyplomatycznych z Ksiąg wpisów. Po Unii lubelskiej do litewskich Ksiąg poselskich trafiały przede wszystkim dokumenty związane z polityką Rzeczypospolitej wobec Wielkiego Księstwa Moskiewskiego oraz Chanatu Krymskiego. Księgi te zachowały się w niewielkim stopniu – z XVI wieku 5 ksiąg, z XVII wieku zidentyfikowano 2, ale wchodzi tu też w rachubę około 10 rozproszonych zespołów o niezweryfikowanej proweniencji. Nieprawidłową atrybucje ma natomiast część zawartości zespołu Ksiąg dyplomatycznych w RGADA[1].
- Księgi sądów, podzielone na księgi dekretów, protokołów i rejestrów. Najstarsze zachowany wpisy pochodzą z końca XVI wieku, choć księgi te wydzielono już pół wieku wcześniej. Do zespołu należą między innymi dokumenty sądów ziemskich, grodzkich, litewskiego sądu asesorskiego[1].
- Księgi spraw publicznych – zespół ten zawiera księgi o wielorakiej tematyce. Należą do niej na przykład sprawy wojskowe, sejmowe, inflanckie. Od 1775 roku Księgi te przejęły rolę Ksiąg wpisów[2].
- Księgi pieczętne, łac. Sigillata – zawiera informacje o dokumentach opieczętowanych w kancelarii litewskiej. Trafiały tu w dużym stopniu informacje o aktach prywatnych, część dotyczyła dokumenty sejmików lub korespondencji dyplomatycznej, brak natomiast mandatów monarszych. Księgi te służyły przede wszystkim do kontroli prac kancelarii, nie były więc uważane za szczególnie ważne i niewiele z nich dochowało się do XXI wieku. Najstarsza z nich została sporządzona w 1645 roku, litewskie Księgi pieczętne zainspirowały zdaniem części historyków powstanie analogicznego zespołu w Metryce Koronnej[3].
- Księgi lustracji i rewizji – zawiera dokumenty powstałe w wyniku lustracji i rewizji. Składa się na nią zespół 23 ksiąg, przechowywanych w RGADA, choć atrybucja części z nich jest wątpliwa[3].

## Historia
Litewskie archiwa państwowe datowane są od XIII wiecznego Królestwa Litwy. Kontakty dyplomatyczne zwiększyły się za czasów Giedymina. Metryka powstała z potrzeby duplikacji wielu zaginionych dokumentów.
Pierwsze zapisy pochodzą z 1440 roku. Jej wpisy do 1506 roku zachowała się jedynie w kopiach, obejmujących 4 księgi.
Do roku 1511 metryka była składowana na Zamku Trockim. Później dokumenty przeniesiono do Wilna, gdzie trzymano ją w Zamku Dolnym. Za przechowanie metryki odpowiedzialny był kanclerz WKL. Kiedy w 1569 Podlasie, Wołyń, Ukrainę i Podole odłączono od WKL i przyłączono do Polski, księgi dotyczące tych regionów połączono z Metryką Koronną. Z uwagi na zniszczenie ksiąg, kanclerz Lew Sapieha nakazał ponowne przekopiowanie dokumentów w 1594. Prace te trwały do roku 1607. Na nowo skopiowane księgi zinwentaryzowano, sprawdzono i przeniesiono do nowego budynku w Wilnie, podczas gdy stare pozostały na zamku.
Spora część metryki zaginęła podczas wojny z Moskwą a inna została zagarnięta przez Szwedów podczas Potopu. Dopiero po Traktacie Oliwskim Szwedzi oddali część ksiąg, z których niektóre utonęły w morzu podczas transportu na Litwę.
Z Wilna w 1765 zabrano metrykę do Warszawy. Księgi oprawiono, skatalogowano i zintegrowano we wspólny system. Zgodnie z edyktem z 1793 miano ją przenieść na powrót na Litwę. Po rozbiorach ML przeniesiono do Rosji i składowano jako łup wojenny w Petersburgu. Rosja w 1799 przekazała niektóre z ksiąg metryki Prusom. Prusy z kolei przekazały je Księstwu Warszawskiemu w 1807. Księgi pozostałe, stanowiące większość ocalałego materiału przeniesiono do Moskwy.
Do dziś zachowało się około 600 ksiąg Metryki, która wciąż pozostaje w Rosji a jej księgi są przechowywane w Centralnym Państwowym Archiwum Akt Dawnych (ros. Российский государственный архив древних актов, Centralnyj Gosudarstwiennyj Archiw Driewnich Aktow) w Moskwie. W warszawskim AGAD znajduje się część serii polskiej transkrypcji oryginalnych ksiąg oraz Summariusz Metryki Litewskiej za lata 1474–1751 odzyskany na mocy postanowień traktatu ryskiego.

## Literatura przedmiotu
- Andrzej Rachuba, Metryka Litewska. Księga Sigillat 1709–1719, Warszawa 1987
- Andrzej Rachuba, Metryka Litewska. Rejestry podatkowe Wielkiego Księstwa Litewskiego. Województwo wileńskie 1690 r., Warszawa 1989
- Andrzej Rachuba, Metryka Litewska. Rejestry podymnego Wielkiego Księstwa Litewskiego. Województwo trockie 1690 r., Warszawa 2000
- Andrzej Rachuba, Metryka Litewska. Rejestry podymnego Wielkiego Księstwa Litewskiego. Województwo brzeskie-litewskie 1667-1690 r., Warszawa 2000
- Andrzej Rachuba, Metryka Litewska. Księga wpisów nr 131, Warszawa 2001
- Andrzej Rachuba, Metryka Litewska. Rejestry podymnego Wielkiego Księstwa Litewskiego. Województwo nowogródzkie 1690 r., Warszawa 2002
- Andrzej Rachuba, Metryka Litewska. Rejestry podymnego Wielkiego Księstwa Litewskiego. Województwo mścisławskie 1667 r., Warszawa 2008
- Andrzej Rachuba, Metryka Litewska. Rejestry podymnego Wielkiego Księstwa Litewskiego. Województwo smoleńskie 1650 r., Warszawa 2009
- Grzegorz Błaszczyk, Metryka litewska. Rejestry podymnego Wielkiego Księstwa Litewskiego Księstwo Żmudzkie 1690 r., Warszawa 2009